# Фолк-джаз
Фолк-джаз — музыкальный стиль, объединяющий элементы джаза и народной музыки.

## История
Истоки фолк-джаз-музыки восходят к 1950-м годам, когда такие джаз-музыканты как Джимми Джуффри и Тони Скотт начали использовать элементы фолка прежде всего для музыкального самовыражения.
В середине-конце 1960-х годов также фолк-музыканты начали включать в свои произведения элементы других жанров, в том числе джаза. В частности, песня Rainy Day Women ♯12 & 35 из двойного альбома Боба Дилана 1966 года под названием Blonde on Blonde объединяет жанры джаза и американа. В 1968 году исполнитель Ван Моррисон выпустил альбом Astral Weeks, объединяющим фолк, джаз, блюз, соул и классическую музыку. В 1969 году был выпущен альбом Тима Бакли под названием Happy Sad, в котором также фолк смешивается с джазом.